# Темирханов, Гаджи Али Мурадович
Гаджи Али Мурадович Темирханов (азерб. Hacı Əlimuradoviç Temirxanov; 8 июля 1918, Кюринский округ — 19 июля 1993, Сулейман-Стальский район) — советский азербайджанский нефтяник, Герой Социалистического Труда (1959). Мастер нефти Азербайджанской ССР (1960).

## Биография
Родился 8 июля 1918 года в селе Цмур Кюринского округа Дагестанской области (ныне село в Сулейман-Стальском районе Дагестана, Россия).
Участник Великой Отечественной войны. На фронте с сентября 1942 года. Участвовал в обороне Сталинграда, в освобождении Кенигсберга. 
Начал трудовую деятельность в колхозе. С 1937 года — бурильщик, буровой мастер, директор конторы бурения нефтепромыслового управления «Ширваннефть». Активно участвовал в развернувшемся по республике движении скоростного бурения, получал высокие результаты производительности труда.
Указом Президиума Верховного Совета СССР от 19 марта 1959 года за выдающиеся успехи, достигнутые в деле развития нефтяной и газовой промышленности Темирханову Гаджи Али Мурадовичу присвоено звание Героя Социалистического Труда с вручением ордена Ленина и золотой медали «Серп и Молот».
Активно участвовал в общественной жизни Азербайджана. Член КПСС с 1953 года.
С 1963 года — на пенсии. Проживал в городе Баку, позже переехал в село Цмур Дагестанской АССР.
Скончался 19 июля 1993 года в родном селе.